# Julian Lelieveld
Julian Lelieveld (Arnhem, 24 novembre 1997) è un calciatore olandese, difensore dell'RKC Waalwijk.

## Caratteristiche tecniche
È un terzino destro.

## Carriera

### Club
Cresciuto nelle giovanili del Vitesse, ha esordito in campionato il 1º maggio 2016, nell'incontro Vitesse-Utrecht (1-3). Dopo tre stagioni al Vitesse, alternate tra prima squadra e giovanili, nel 2018 si è trasferito in prestito al Go Ahead Eagles. Tornato al Vitesse al termine del prestito, vi ha militato fino al 2020, collezionando altre 20 presenze tra campionato e coppa nazionale. Nel giugno 2020 è stato ufficializzato il suo trasferimento al De Graafschap. Dopo due stagioni con il club biancoblu, nel 2022 è stato ingaggiato a parametro zero dal RKC Waalwijk. 

### Nazionale
Ha giocato nelle nazionali giovanili olandesi Under-18, Under-19 ed Under-20. 

## Statistiche

### Presenze e reti nei club
Statistiche aggiornate al 31 marzo 2024.
| Stagione             | Squadra              | Campionato           | Campionato | Campionato | Coppe nazionali | Coppe nazionali | Coppe nazionali | Coppe continentali | Coppe continentali | Coppe continentali | Altre coppe | Altre coppe | Altre coppe | Totale | Totale | Totale |
| Stagione             | Squadra              | Comp                 | Pres       | Reti       | Comp            | Pres            | Reti            | Comp               | Pres               | Reti               | Comp        | Pres        | Reti        | Pres   | Reti   |        |
| -------------------- | -------------------- | -------------------- | ---------- | ---------- | --------------- | --------------- | --------------- | ------------------ | ------------------ | ------------------ | ----------- | ----------- | ----------- | ------ | ------ | ------ |
| 2015-2016            | Vitesse              | E                    | 1          | 0          | KNVBB           | 0               | 0               | EL                 | 1                  | 0                  | -           | -           | -           | 2      | 0      |        |
| 2016-2017            | Vitesse              | E                    | 0          | 0          | KNVBB           | 0               | 0               | -                  | -                  | -                  | -           | -           | -           | 0      | 0      |        |
| 2017-2018            | Vitesse              | E                    | 4          | 0          | KNVBB           | 1               | 0               | EL                 | 2                  | 0                  | JCS         | 0           | 0           | 7      | 0      |        |
| Totale Vitesse       | Totale Vitesse       | Totale Vitesse       | 5          | 0          |                 | 1               | 0               |                    | 3                  | 0                  |             | 0           | 0           | 9      | 0      |        |
| 2018-2019            | Go Ahead Eagles      | ED                   | 35+4       | 0+1        | KNVBB           | 2               | 0               | -                  | -                  | -                  | -           | -           | -           | 41     | 1      |        |
| 2019-2020            | Vitesse              | E                    | 16         | 0          | KNVBB           | 4               | 0               | -                  | -                  | -                  | -           | -           | -           | 20     | 0      |        |
| 2020-2021            | De Graafschap        | ED                   | 36         | 1          | KNVBB           | 2               | 1               | -                  | -                  | -                  | -           | -           | -           | 38     | 2      |        |
| 2021-2022            | De Graafschap        | ED                   | 38+2       | 1+0        | KNVBB           | 1               | 0               | -                  | -                  | -                  | -           | -           | -           | 41     | 2      |        |
| Totale De Graafschap | Totale De Graafschap | Totale De Graafschap | 76         | 2          |                 | 3               | 1               |                    | -                  | -                  |             | -           | -           | 79     | 4      |        |
| 2022-2023            | RKC Waalwijk         | E                    | 34         | 2          | KNVBB           | 0               | 0               | -                  | -                  | -                  | -           | -           | -           | 34     | 2      |        |
| 2023-2024            | RKC Waalwijk         | E                    | 27         | 0          | KNVBB           | 0               | 0               | -                  | -                  | -                  | -           | -           | -           | 27     | 0      |        |
| Totale RKC Waalwijk  | Totale RKC Waalwijk  | Totale RKC Waalwijk  | 61         | 2          |                 | 0               | 0               |                    | -                  | -                  |             | -           | -           | 61     | 2      |        |
| Totale carriera      | Totale carriera      | Totale carriera      | 197        | 5          |                 | 10              | 1               |                    | 3                  | 0                  |             | 0           | 0           | 210    | 6      |        |

## Palmarès

### Club

#### Competizioni nazionali
- Coppa dei Paesi Bassi: 1

Vitesse: 2016-2017